# Филип фон Кирхберг
Филип фон Кирхберг (на немски: Philipp von Kirchberg; † 1510) е последният граф на Кирхберг.

## Произход
Той е син на граф Еберхард VII фон Кирхберг († 4 юли 1472) и съпругата му графиня Кунигунда фон Вертхайм († 1481), дъщеря на граф Георг I фон Вертхайм и Анна фон Йотинген-Валерщайн.

## Фамилия
Филип фон Кирхберг се жени за Елизабет фон Шаунберг († ок. 20 юли 1491), дъщеря на граф Бернхард фон Шаунберг († 8 април 1473) и Агнес фон Валзе († 15 август 1470). Те имат две дъщери:
- Валпурга († 25 януари 1495), омъжена I. за Георг фон Гунделфинген († 20 май 1489), II. (1490) за трушсес Якоб II фон Валдбург († 11 февруари 1505), син на Йохан I Стари фон Валдбург-Траухбург (1438 – 1504) и графиня Анна фон Йотинген (1450 – 1517)[2]
- Елеонора († 10/12 декември 1517), омъжена на 15 май 1456? г. за граф Еберхард III фон Марк-Аренберг († 19 юни 1496)
- Аполония († 3 септември 1517), омъжена за граф Йохан IV фон Монфор-Ротенфелс-Арген († 1525/29 юни 1529), син на граф Хуго XIII (XI) фон Монфор-Ротенфелс-Арген-Васербург († 1491) и Елизабет фон Верденберг († 1467)